# Taça da AF Braga de 2011–12
A Taça da AF Braga é uma competição por eliminatórias disputadas por clubes que participam nos campeonatos da AF Braga.

## 1ª Eliminatória
A 22 de Agosto realizou-se o sorteio da 1ª Eliminatória, só com Clubes da 1ª e 2ª Divisão, a duas mãos, a realizar-se nos dias 11 de Setembro e 5 de Outubro.
Em resultado do sorteio, o São Paio d´Arcos está isento e apurou-se imediatamente para a 2ª Eliminatória.
| Visitado           | Resultado   | Visitante               | 1ª Mão         | 2ª Mão      |
| Vila Chã           | 5-3         | Antas                   | 3-1            | 2-2         |
| SC Ucha            | 5-3         | Roriz                   | 3-3            | 2-0         |
| Viatodos           | 2-3         | Pousa                   | 0-0            | 2-3         |
| Granja             | 5-4         | Carreira                | 1-1            | 4-3         |
| Águias Alvelos     | 3-1         | MARCA                   | 3-1            | 0-0         |
| Sequeirense        | 4-2         | Palmeiras               | 3-0            | 1-2         |
| ACD Tibães         | 2-3         | Caldelas                | 0-2            | 2-1         |
| Nogueirense        | 6-4         | Cabreiros               | 3-3            | 3-1         |
| Pedralva           | 2-1         | Sobreposta              | 0-0            | 1-1 (2-1)*  |
| Est. Figueiredo    | 6-5         | Merelim S. Paio         | 4-1            | 2-4         |
| Dumiense           | 2-3         | Arsenal Devesa          | 1-1            | 1-2         |
| Lanhas             | 6-5         | Aboim Nóbrega           | 3-1            | 3-4         |
| Peões              | -           | Realense                | Desqualificado |             |
| Celeirós           | 1-0         | Panoiense               | 0-0            | 1-0         |
| Arentim            | 3-2         | Soarense                | 3-2            | 0-0         |
| Parada de Tibães   | 6-0         | CD Amares               | 3-0            | 3-0         |
| M. Juv. Póvoa      | 4-7         | Este FC                 | 1-2            | 3-5         |
| Leões Enguardas    | 4-3         | S. Mamede d´Este        | 2-2            | 1-1 (2-1)*  |
| Tadim              | 11-2        | Trandeiras              | 4-0            | 7-2         |
| Adaúfe             | 3-3 (1-4)** | Guisande                | 2-1            | 1-1 (1-4)** |
| Delães             | 4-5         | Operário                | 3-2            | 1-3         |
| Louro              | 4-1         | Gondifelos              | 2-1            | 2-0         |
| Bairro FC          | 5-4         | Juv. Mouquim            | 4-2            | 2-0         |
| Brufense           | 3-4         | Arnoso Sta. Maria       | 1-0            | 2-4         |
| São Cosme          | 1-4         | Ninense                 | 0-4            | 1-0         |
| Sto. Adrião        | 1-3         | Pevidém                 | 0-2            | 1-1         |
| Brito              | 6-6 (8-4)** | S. Paio Vizela          | 5-1            | 1-5 (8-4)** |
| GD Selho           | 0-5         | Emilianos               | 0-1            | 0-4         |
| Am. Urgeses        | -           | Juv. Nespereira         | Desqualificado |             |
| Longos             | 1-4         | Airão                   | 1-4            | 0-0         |
| Ases Santa Eufémia | 5-3         | Àguias Negras Tabuadelo | 2-2            | 3-1         |
| Campelos           | 1-5         | Selho S. Cristovão      | 1-1            | 0-4         |
| Guilhofrei         | 4-3         | Fermilense              | 4-1            | 0-2         |
| Arco Baúlhe        | 4-6         | Agrupamento             | 2-2            | 2-4         |
| Regadas            | 8-0         | S. Nicolau              | 2-0            | 6-0         |
| Antime             | 3-1         | Cavez                   | 2-1            | 1-0         |
| Mosteiro           | 4-1         | Gandarela               | 4-1            | 0-0         |
| Silvares           | 3-0         | Cabeceirense            | 2-0            | 1-0         |
| Pica               | 2-3         | Ag. Alvite              | 2-1            | 1-2 (2-2)*  |
| São Paio d´Arcos   | Isento      |                         |                |             |

## 2ª Eliminatória
A 7 de Novembro realizou-se o sorteio da 2ª Eliminatória, já com Clubes da Divisão de Honra, disputada a duas mãos, a realizar-se nos dias 20 de Novembro e 1 de Dezembro.
Em resultado do sorteio, Martim e Travassós estão isentos e apuraram-se imediatamente para a 3ª Eliminatória.
| Visitado           | Resultado   | Visitante          | 1ª Mão | 2ª Mão      |
| Granja             | 0-1         | SC Ucha            | 0-1    | 0-0         |
| Operário           | 0-8         | Forjães            | 0-1    | 0-7         |
| Ninense            | 4-4 (3-5)** | Ruivanense         | 3-3    | 1-1 (3-5)** |
| Águias Alvelos     | 1-1 (3-2)** | Louro              | 0-0    | 1-1 (3-2)** |
| Bairro             | 1-3         | Vila Chã           | 0-2    | 1-1         |
| Arnoso Santa Maria | 3-4         | Pousa              | 2-1    | 1-3         |
| Arentim            | 3-4         | Parada de Tibães   | 2-2    | 1-2         |
| Leões Enguardas    | 3-4         | GD Gerês           | 0-1    | 2-3         |
| Nogueirense        | 1-4         | Peões              | 1-2    | 0-2         |
| Celeirós           | 2-1         | Guisande           | 0-0    | 2-1         |
| Lanhas             | 3-4         | São Paio d'Arcos   | 1-1    | 2-3         |
| Terras de Bouro    | 9-0         | Arsenal Devesa     | 4-0    | 5-0         |
| Prado              | 6-0         | Caldelas           | 5-0    | 1-0         |
| Pedralva           | 1-0         | Águias da Graça    | 0-0    | 1-0         |
| Ronfe              | 4-0         | Airão              | 4-0    | 0-0         |
| Santa Eulália      | 8-1         | Selho S. Cristovão | 5-0    | 3-1         |
| Ases Santa Eufémia | 1-0         | Emilianos          | 0-0    | 1-0         |
| Porto d'Ave        | 1-0         | Juv. Nespereira    | 1-0    | 0-0         |
| Pevidém            | 2-1         | Brito              | 1-1    | 1-0         |
| Taipas             | 4-3         | Torcatense         | 2-2    | 2-1         |
| Mosteiro           | 0-7         | Arões              | 0-2    | 0-5         |
| Agrupamento        | 2-3         | Regadas            | 1-3    | 1-0         |
| Silvares           | 4-5         | Antime             | 2-3    | 2-2         |
| Pica               | 3-2         | Guilhofrei         | 3-0    | 0-2         |
| Celoricense        | 2-3         | Vieira SC          | 1-0    | 1-3         |
| Tadim              | 5-5(2-4)*   | Este FC            | 4-3    | 1-2 (2-4)*  |
| Est. Figueiredo    | 1-1 (2-1)*  | Sequeirense        | 1-0    | 0-1 (1-1)*  |
| Martim             | Isento      |                    |        |             |
| Travassós          | Isento      |                    |        |             |

-* Após prolongamento
-** Após grandes penalidades

## 3ª Eliminatória
A 6 de Dezembro realizou-se o sorteio da 3ª Eliminatória, que é disputada a uma só mão, a realizar-se nos dias 21 e 22 de Janeiro.
Em resultado do sorteio, Terras de Bouro, Pica e Este FC estão isentos e apuraram-se imediatamente para os Oitavos de Final.
| Visitado         | Resultado  | Visitante          |
| Parada de Tibães | 3-3(3-4)*  | Ruivanense         |
| Antime           | 1-2        | Vieira SC          |
| Peões            | 0-0(5-3)** | Vila Chã           |
| Celeirós         | 2-1        | Águias Alvelos     |
| Pevidém          | 2-1        | São Paio d'Arcos   |
| GD Gerês         | 2-2 (2-3)* | Santa Eulália      |
| Arões            | 1-0        | Ases Santa Eufémia |
| Forjães          | 2-1        | SC Ucha            |
| Martim           | 2-2(3-2)*  | Prado              |
| Taipas           | 0-0(1-0)*  | Est. Figueiredo    |
| Travassós        | 3-0        | Pousa              |
| Porto d'Ave      | 0-0(4-2)** | Ronfe              |
| Regadas          | 2-0        | Pedralva           |
| Terras de Bouro  | Isento     |                    |
| Pica             | Isento     |                    |
| Este FC          | Isento     |                    |

-* Após prolongamento
-** Após grandes penalidades

## Oitavos de Final
A 7 de Fevereiro de 2012 realizou-se o sorteio dos Oitavos de Final que são disputados em apenas 1 mão, no dia 21 de Fevereiro.
| Visitado            | Resultado   | Visitante      |
| Forjães (H)         | 1-1 (5-4)** | Martim (H)     |
| Porto d'Ave (H)     | 1-1 (3-4)** | Celeirós (1ª)  |
| Travassós (H)       | 6-2         | Este FC (1ª)   |
| Taipas (H)          | 2-0         | Pica (1ª)      |
| Arões (H)           | 3-2         | Ruivanense (H) |
| Terras de Bouro (H) | 4-2         | Pevidém (1ª)   |
| Vieira SC (H)       | 2-0         | Regadas (2ª)   |
| Santa Eulália (H)   | 5-1         | Peões (2ª)     |

-* Após prolongamento
-** Após grandes penalidades

## Quartos de Final
Esta eliminatória é disputada em apenas 1 mão.
| Visitado          | Resultado | Visitante     |
| T. Bouro (H)      | 1-0       | Arões (H)     |
| Santa Eulália (H) | 0-1       | Taipas (H)    |
| Forjães (H)       | 3-2       | Vieira SC (H) |
| Celeirós (1ª)     | 1-1(2-1)* | Travassós (H) |

-* Após prolongamento

## Meias Finais
As meias finais são disputadas as 2 mãos.
| Visitado            | Resultado | Visitante   | 1ª Mão | 2ª Mão |
| Terras do Bouro (H) | 0-4       | Taipas (H)  | 0-2    | 0-2    |
| Celeirós (1ª)       | 4-2       | Forjães (H) | 3-1    | 1-1    |

## Final
A final teve lugar no dia 3 de Junho de 2012 no Estádio Cidade de Barcelos, estando integrada na Festa do Futebol da AF Braga 2011/12.
| 3 de Junho de 2012 | Celeirós (1ª) | 0 - 1 | Taipas (H)          | Cidade de Barcelos                         |
| 17:30              |               |       | Nuno Oliveira (44m) | Público: 5 000 Árbitro: João Ricardo Silvo |